# لكل فرد
معدل دخل الفرد (بالإنجليزية: Per Capita)‏ هو مصطلح اقتصادي ذو أصل لاتيني ويعني لكل رأس أي لكل شخص. وهو أكثر إستخداماً في العلوم الإجتماعية والإحصاءات، ودائما ما يشير إلى الدّخلُ الحَقِيقِيّ لِلفَردِ الواحِد.